# 森岡茂夫
森岡 茂夫（もりおか しげお、1922年1月7日 - 2018年6月4日）は、日本の経営者。山之内製薬社長、会長を務めた。

## 経歴
兵庫県出身。1945年に東京帝国大学農学部農林学科を卒業し、1947年5月に山之内製薬に入社。1970年2月に取締役に就任し、1976年3月に常務、1979年8月に専務を経て、1980年3月に社長に就任。1992年6月に会長も兼任し、同年10月には会長に専任し、2000年6月までに務めた。
1999年4月に勲二等旭日重光章を受章。
2018年6月4日、老衰のために死去。96歳没。